# Anna Charlier

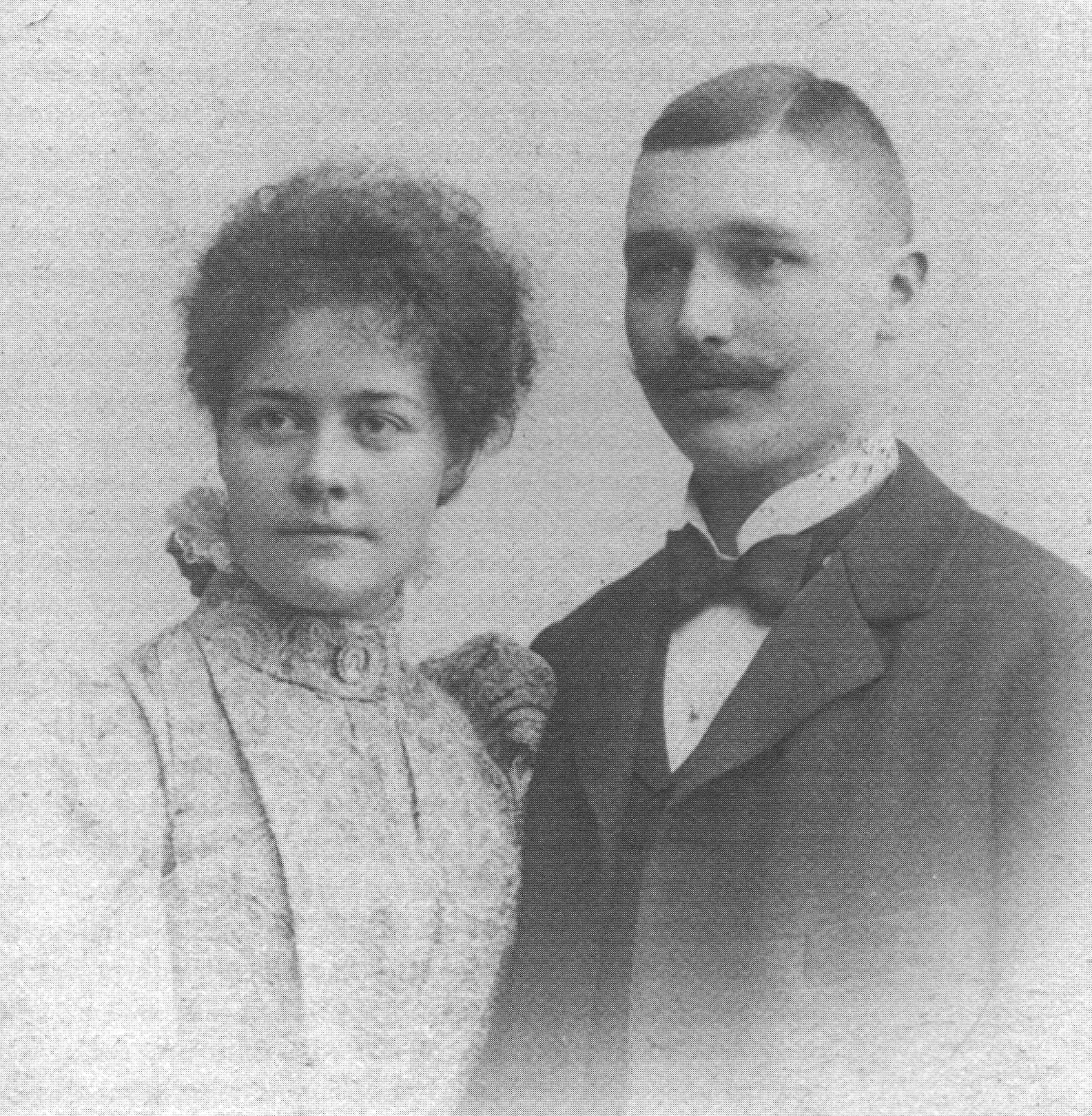
Anna Charlier und Nils Strindberg.

Anna Albertina Konstantia Charlier (* 25. Juli 1871 in Åby, Gråmanstorp, Schweden; † 1949) war eine schwedische Konzertpianistin. Bekanntheit erlangte sie als Verlobte von Nils Strindberg.  Er war Teilnehmer der von Salomon August Andrée geleiteten Ballonexpedition zum Nordpol im Jahre 1897. Sein stenografisches Tagebuch war an sie gerichtet. 

## Leben
Anna Charlier und Nils Strindberg verlobten sich im Jahre 1896, acht Monate vor Abreise der Expeditionsteilnehmer nach Spitzbergen. Die Öffentlichkeit hörte in den folgenden Jahren nichts von der Expedition und Anna nahm an, dass die Teilnehmer tödlich verunglückt wären. 
Anna Charlier absolvierte eine Ausbildung zur Konzertpianistin; unter anderem bei Richard Andersson. Ab 1902 studierte sie in La Chaux-de-Fonds in der Schweiz.
1908 heiratete Anna Charlier den Engländer Gilbert Henry Conserray Hawtrey, der in den USA lebte und zu dem sie im August 1908 zog. 1930 zog das Paar nach Großbritannien. Anna Charlier befand sich 1930 zufällig in Schweden, als Überreste der Expedition auf der Insel Kvitøya entdeckt wurden. Sie konnte jedoch nicht an den Begräbnisfeierlichkeiten teilnehmen und schickte lediglich einen Trauerkranz.
Nach Anna Charliers Tod im Jahr 1949 wurde, ihren Verfügungen entsprechend, ihr Herz in einem silbernen Kästchen neben der Urne Strindbergs beigesetzt.

## Trivia
Der schwedische Astronom Carl Charlier war ihr Cousin.
Der Annabreen, ein Gletscher auf Amsterdamøya, ist nach Anna Charlier benannt.

## Anna Charlier in Film und Literatur
- Im Film Der Flug des Adlers wird Anna Charlier von Charlotta Larsson gespielt.
- Sie ist eine Hauptfigur des Romans Anna’s book von George MacBeth (London 1983).